# Steel Harbinger
Steel Harbinger là một game bắn súng đa hướng dành cho PlayStation được phát hành vào ngày 30 tháng 9 năm 1996. Đây là tựa game bắn súng được thể hiện dưới góc nhìn 3/4, với các đoạn phim tương tác có người đóng được sử dụng để đẩy nhanh diễn biến cốt truyện. Người chơi vào vai Miranda Bowen, một phụ nữ trẻ bị biến thành chủng loài lai/người ngoài hành tinh, được xem là hy vọng cuối cùng của nhân loại trong việc đẩy lùi một cuộc xâm lược của người ngoài hành tinh.

## Cốt truyện
Vào năm 2069, Bắc Mỹ bị chiến tranh gây chấn động lớn. Canada và Mexico đang chống lại nước Mỹ. Không lâu sau khi chiến tranh bắt đầu, những quả cầu ngoài hành tinh từ vũ trụ rơi xuống Bắc Mỹ, mọc lên những xúc tu kim loại khi vừa hạ cánh. Các xúc tu này lao vào tấn công con người và động vật, ngay lập tức biến chúng thành cơ chế sinh học ngoài hành tinh quái dị (nửa hợp chất hữu cơ, nửa máy) đã phá hủy mọi sinh mạng con người mà chúng gặp phải.
Tiến sĩ Bowen, một nhà khoa học, nghiên cứu một trong những quả cầu này nhằm cố tìm hiểu về các chủng loài ngoài hành tinh. Nhóm này vượt ra khỏi tầm kiểm soát và tấn công con gái của ông, Miranda Bowen (do nữ diễn viên Wendi Kenya thủ vai). Tiến sĩ Bowen liền cắt đứt xúc tu tấn công, nhưng Miranda đã bị lây nhiễm. Do đó, cô biến thành Steel Harbinger: một người ngoài hành tinh nửa người, nửa người máy và là hy vọng sống sót cuối cùng của nhân loại. Miranda phải chiến đấu mở đường máu qua các địa điểm bao gồm Kansas, Las Vegas, San Francisco, Houston, Mũi Canaveral, Washington, Nam Cực, một tiểu hành tinh của người ngoài hành tinh, và Mặt Trăng nhằm cố gắng cứu vãn Trái Đất.

## Lối chơi
Steel Harbinger là một game bắn súng với góc nhìn từ trên cao. Trò chơi có các loại vũ khí hiện đại và mang hơi hướng tương lai, bao gồm súng ngắn, súng trường M16 của Mỹ, súng phóng tên lửa, súng trường năng lượng, súng bắn chùm tia Icarus của Canada, v.v. Là một sinh vật ngoài hành tinh nửa người nửa máy, trạng thái sinh học của Miranda hơi khác với người bình thường. Miranda có thể bị thương nặng vì nước mặn rơi trúng người sẽ nhanh chóng làm mất máu. Để bổ sung cột máu đã mất, Miranda có thể tiêu thụ các bộ phận cơ thể từ sinh vật ngoài hành tinh bị giết. Mục tiêu chính là kích hoạt một vệ tinh quân sự sẽ bảo vệ Trái đất khỏi các vỏ xúc tu ngoài hành tinh rơi xuống. Các mục tiêu khác liên quan đến việc giết sinh vật ngoài hành tinh và cứu người dân sống sót.

## Đón nhận
Giới phê bình thường ca ngợi sự độc đáo của nhân vật người chơi trong Steel Harbinger, đặc biệt là khả năng ăn xác chết của nạn nhân để nạp đầy năng lượng; màn chơi rộng lớn và độ dài tổng thể của trò chơi; và việc sử dụng các bức tường biến mất để tăng cường góc nhìn 3D. Một nhà phê bình Next Generation và Sushi-X của Electronic Gaming Monthly đều khen ngợi sự đan xen của câu chuyện với hành động, trong khi Major Mike của GamePro phàn nàn rằng sự nối tiếp câu chuyện làm gián đoạn lối chơi. Major Mike và Shawn Smith của EGM cũng cho biết việc điều khiển hành động nhảy là không chính xác.
Trong lúc nhận xét rằng trò chơi này chưa được hoàn mỹ, hầu hết giới phê bình đã cho nó một lời khuyến nghị tích cực. Về mặt tiêu cực, Major Mike kết luận, "Nó chắc chắn trông có vẻ ưa nhìn, nhưng có những đề nghị mạnh mẽ hơn ngoài kia." Tuy nhiên, Dan Hsu của EGM gọi đó là "một trong những trò shoot-'em-up không cần động não nhiều ngoài kia", Hugh Sterbakov của GameSpot "một màn dạo chơi chứa đầy hành động một cách ghê tởm", và Next Generation "lối chơi giải trí kha khá rất đáng để có một hay hai cái hé nhìn."